# Stane Kosec
Stane Kosec, slovenski partizan in narodni heroj, * 11. oktober 1913, Rašica, † 3. oktober 1941, Begunje.
Kosec je bil član KPS od leta 1938, med vojno pa je bil poveljnik partizanske čete. Nemci so ga v eni od akcij zajeli in ga kasneje ubili kot ujetnika v zaporu v Begunjah.
Za narodnega heroja je bil proglašen 27. novembra 1953, po njem pa se je po vojni imenovala Osnovna šola v Šmartnem pod Šmarno Goro ter vrh Rašice (Vrh Staneta Kosca, 647 mnv, na katerem stoji 17 m visok razgledni stolp).